# یواس‌اس رینگ‌گلد (دی‌دی-۸۹)
یواس‌اس رینگ‌گلد (دی‌دی-۸۹) (به انگلیسی: USS Ringgold (DD-89)) یک کشتی بود که طول آن ۹۶ متر (۳۱۵ فوت) بود. این کشتی در سال ۱۹۱۸ ساخته شد.